# Félix Guerreiro
Félix Marques Guerreiro (Lisbona, 5 agosto 1950) è un ex calciatore portoghese, di ruolo attaccante.

## Carriera

### Nazionale
Ha collezionato 3 presenze con la maglia della Nazionale.

## Palmarès

### Club

#### Competizioni nazionali
- Campionato portoghese: 1

Benfica: 1964-1965
- Coppa del Portogallo: 1

Vitória Setúbal: 1966-1967